# 간격 효과
간격 효과란 일정한 간격을 두고 여러 차례 공부하는 것이 한번에 몰아서 공부하는 것보다 도움이 된다는 효과다.

## 같이 보기
- 헤르만 에빙하우스
- 망각 곡선